# Eubranchipus bundyi
Eubranchipus bundyi är en kräftdjursart som beskrevs av Forbes 1876. Eubranchipus bundyi ingår i släktet Eubranchipus och familjen Chirocephalidae. Inga underarter finns listade i Catalogue of Life.